# LVG C.I
Le LVG C.I était un avion militaire biplan de reconnaissance allemand de la Première Guerre mondiale.
Le LVG C.I fut développé en 1915 en tant que biplan biplace par l'ingénieur suisse Franz Schneider à partir de l'avion de reconnaissance non armé LVG B.I. Le C.I (dénomination d'usine D.IV pol) était le premier avion dont le poste d'observateur était équipé d'une mitrailleuse mobile montée sur un support circulaire. Cet armement devint par la suite un standard des avions de reconnaissance biplace allemands.

## Source
- (de) Cet article est partiellement ou en totalité issu de l’article de Wikipédia en allemand intitulé « LVG C.I-IV » (voir la liste des auteurs).